# روي توماس كامينغز
روي توماس كامينغز هو سياسي كندي، ولد في 28 مايو 1930 في فانكوفر في كندا، وتوفي في 23 مايو 1976 في تشيليواك في كندا. نشط حزبياً في الحزب الديمقراطي الجديد في كولومبيا البريطانية ‏.